# Sebastian Mila
Sebastian Mila (Koszalin, Polonia, 10 de julio de 1982) es un exfutbolista polaco. Jugaba de mediocampista y su último equipo fue el Lechia Gdańsk de la Ekstraklasa polaca. Ha disputado 38 partidos y ha anotado 8 goles con la selección absoluta polaca, siendo convocado a la Copa Mundial de Fútbol de 2006 celebrada en Alemania.

## Clubes
| Club                             | País    | Año         |
| -------------------------------- | ------- | ----------- |
| Gwardia Koszalin                 | Polonia | 1996 - 1997 |
| Bałtyk Koszalin                  | Polonia | 1998 - 1999 |
| Lechia Gdańsk                    | Polonia | 2000 - 2001 |
| Wisła Płock                      | Polonia | 2001        |
| Dyskobolia Grodzisk Wielkopolski | Polonia | 2002 - 2006 |
| → Austria Viena (cedido)         | Austria | 2005 - 2006 |
| Valerenga                        | Noruega | 2007 - 2008 |
| → ŁKS Łódź (cedido)              | Polonia | 2008        |
| Śląsk Wrocław                    | Polonia | 2008 - 2014 |
| Lechia Gdańsk                    | Polonia | 2015 - 2018 |